# Banco da Itália

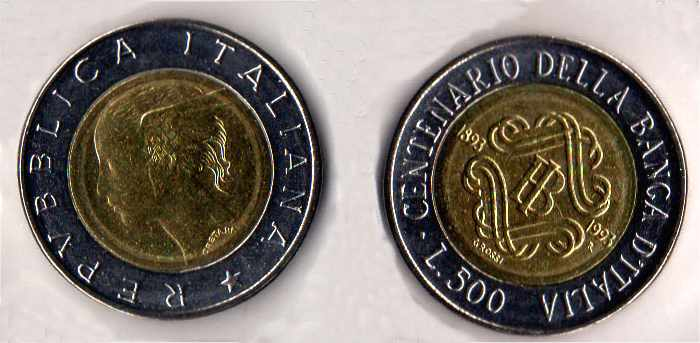
500 Liras da República Italiana emitidas para o 100º Aniversário do Banco da Itália

O Banco da Itália (italiano: Banca d'Italia) é o banco central da República Italiana e do Sistema Europeu de Bancos Centrais (SEBC). Sua sede está no Palazzo Koch em Roma. Após a fusão das quatro principais bancos da Itália, o banco foi fundado em 1893.

## Funções
Após a transferência das políticas monetárias em 1999, o Banco Central Europeu (BCE), no âmbito da nova estrutura europeu, o banco implementa as decisões deste, as moedas de Euro colocadas em circulação e moedas antigas.
A principal missão tornou-se uma monitoração bancário e financeiro. O objetivo é garantir a estabilidade e a eficiência do sistema e fazer cumprir normas e regulamentos. O banco persegue este meio de legislação secundária, controles e cooperação com as autoridades do governo.
Desde a reforma de 2005, que foi causado como resultado de escândalos na absorção entre as empresas, o banco perdeu a exclusividade do anti-trust autoridade no setor de crédito, partilha essa responsabilidade com o "Anti-Trust Authority Italiana". Outras características incluem o controle do mercado, os cuidados de pagamentos e prestação de suprimentos, de Finanças do Estado, registro centrais de crédito, consultoria empresarial e análise econômica.
O banco tem sido espalhados em 95 capitais de província e tem cerca de 97 filiais.
O Banco da Itália tem reservas de ouro estimada em 2.426 toneladas (2009)é a quarta maior reserva do mundo.